# HD 169718
HD 169718，又名BD+27 3016，SAO 86019、HR 6904，是一颗恒星，视星等为6.27，位于銀經55.3，銀緯17.51，其B1900.0坐标为赤經18h 20m 59.8s，赤緯+27° 17.51′ 22″。